# Fornuis (keukenapparatuur)

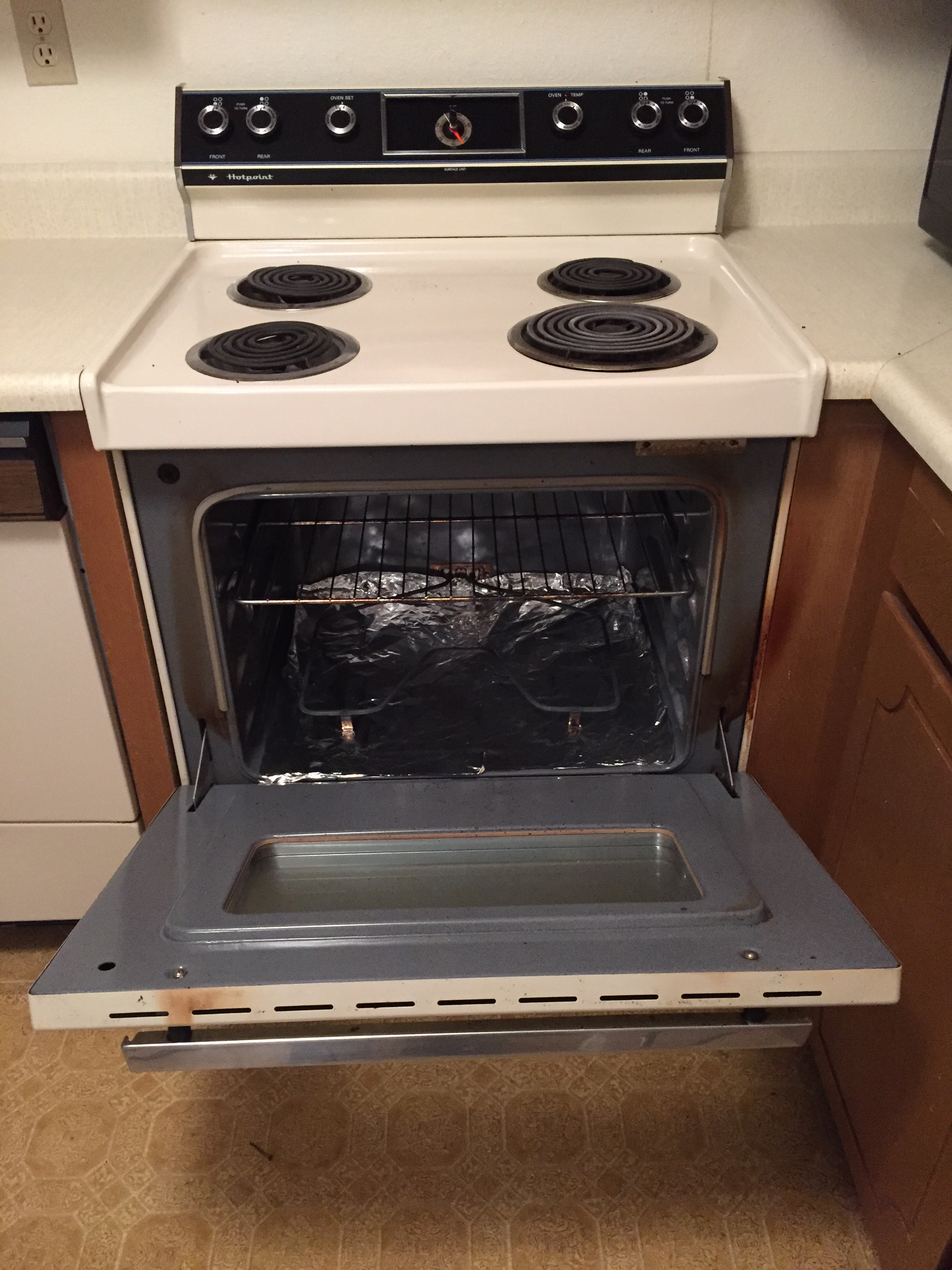
Een elektrisch fornuis

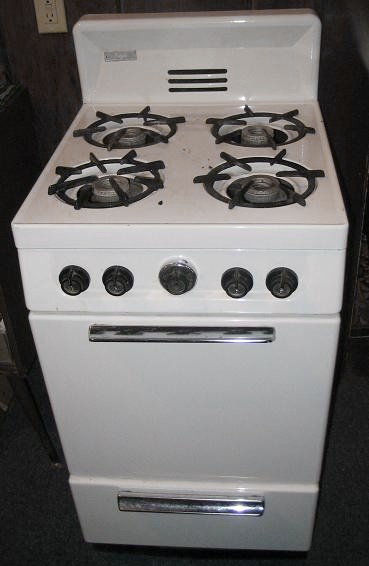
Een gasfornuis

Een fornuis is de combinatie van een kooktoestel en een oven in één toestel.